# Sebastián Morales
Sebastián Morales Mendoza (Medellín, 22 agosto 1994) è un tuffatore colombiano.

## Biografia
Ha rappresentato la nazionale colombiana ai Giochi olimpici di Rio de Janeiro 2016 nel concorso dei tuffi dal trampolino 3 metri dopo essersi piazzato tra i primi diciotto atleti classificati nella piattaforma 10 metri nella Coppa del Mondo di tuffi del 2016. Nella competizione a cinque cerchi ha superato il turno eliminatorio con il quinto posto e la semifinale con l'undicesimo. In finale ha concluso dodicesimo in classifica sbagliando due dei sei tuffi eseguiti.

## Palmarès
- Giochi sudamericani

Santiago del Cile: bronzo nel trampolino 3 m.
- Giochi CAC

Veracruz 2014: oro nel trampolino 1 m e nel trampolino 3 m, argento nel sincro 3 m.